# Ambrosiaster
Ambrosiaster, ou Pseudo-Ambroise, est le nom attribué à un auteur latin inconnu qui aurait écrit notamment des Commentaires sur treize Épîtres de Paul de Tarse sous le pontificat de Damase Ier (366-384).

## Historique
Jusqu'au XVIe siècle, on a attribué ces Commentaires à Ambroise de Milan. C'est le cas d'Augustin d'Hippone dans une note sur les commentaires de l'Épître aux Galates. Le rejet de cette attribution à Ambroise remonte à Érasme d'après les commentateurs modernes, mais sans donner de références précises. Il semble que ce soit le jésuite Franciscus Turrianus (ou Torres) qui ait le premier, en 1572, émis des doutes sur l'attribution à l'évêque de Milan. Cette critique a été reprise par Benedictus Pererius (ou Pereyra), Ioannes Maldonatus (ou Maldonnato), André Schott et le cardinal Bellarmin.
Le terme « Ambrosiaster  » apparaît pour la première fois dans une notice de 1686-1690 rédigée par les Bénédictins de l'abbaye de Saint-Maur, Du Frische et Le Nourry. Elle est reprise dans la Patrologia Latina, de Jacques-Paul Migne, en 1866.
L'Ambrosiaster fait l'exégèse du texte des Épîtres pauliniennes et tente de l'appliquer aux besoins et préoccupations de ses contemporains.
On attribue également à l'Ambrosiaster d'autres écrits exégétiques, dont les Quaestiones Veteris et Novi Testamenti ; cet ouvrage, longtemps attribué à Augustin, explique des passages difficiles de la Bible et, à l'occasion, polémique contre les cultes païens orientalisants et aussi contre le clergé chrétien de Rome.

## Écrits
Ambrosiaster, « à la manière d'Ambroise », commente ici l'Évangile de Jean (Jn 7, 1-2.10.14.25-30).
La foi contre le destin

« Le Seigneur aurait-il agi sous l'emprise du destin, puisque lui-même a dit : « Mon heure n'est pas encore venue » (Jn 2, 4 ; cf. Jn 7, 30) ? Comme si cette heure répondait non pas à la nécessité de la volonté, mais à celle d'un sort fixé par le destin, alors qu'il voulait dire l'heure de sa volonté, à laquelle il accepta de souffrir ! Ensuite il dit : « J'ai le pouvoir de déposer mon âme et j'ai le pouvoir de la reprendre » (Jn 10, 18).

Et comment pouvons-nous l'appeler « Sauveur », si nos agissements sont le fruit du destin ou nous tombent dessus ? Nous l'appelons « Sauveur », car il nous montre la voie du salut. Ainsi, si c'est lui qui nous a indiqué la voie, elle ne vient pas du destin, parce qu'autrefois elle était cachée et que les fatalistes prétendent que ce qui est réputé venir du destin arrive à l'improviste. En fait, la valeur de la foi, que l'on ne peut dire issue du destin, réside dans le fait que ce en quoi l'on croit fut inouï en d'autre temps ; aussi croient-ils que les destins ont présidé à ce qui a mené à la conversion des hommes. Mais par quelle logique osent-ils dire que les destins peuvent présider à ce qu'on les surprend à ignorer ? »

— Ambrosiaster. Questions sur l'Ancien et le Nouveau Testament, 115 (sur le destin), chap. 79-81, trad. M.-P. Bussières, Paris, Cerf, 2007, Sources Chrétiennes 512, p. 227.

## Copies anciennes
- Bibliothèque de l'abbaye de Saint-Gall, début du IXe siècle
- Bibliothèque nationale de France, ms. Latin 1759, Commentarii in epistolas Pauli I ad Romanos, et II ad Corinthios, 701-800
- Bibliothèque nationale de France, ms. Latin 13339, In Epistolam ad Romanos ; In Epistolas ad Corinthios, 901-950
- Bibliothèque nationale de France, ms. Latin 1762, Commentarius in Epistolas Pauli, 1001-1100
- Bibliothèque nationale de France, ms. Latin 2709, Quaestiones Veteris et Novi Testamenti, 801-900
- Bibliothèque d'Amiens, provenant de l'abbaye de Corbie, Commentaire sur les épitres de S. Paul aux Romains et aux Corinthiens, 801-900